# Жан де Селі-Лонгшан
Барон Жан де Селі-Лонгшан (фр. Jean de Selys Longchamps) (1912 — 1943) - бельгійський військовий льотчик, лейтенант.

## Біографія
З титулованого дворянства. Служив у бельгійській кавалерії офіцером, згодом евакуювався разом з британськими експедиційними силами з Дюнкерка. Після повернення до Франції був інтернований владою Віші, але втік до Великої Британії і був прийнятий для льотної підготовки в королівські ВПС. Він був відправлений у ескадрилью № 609 і керував Hawker Typhoon.

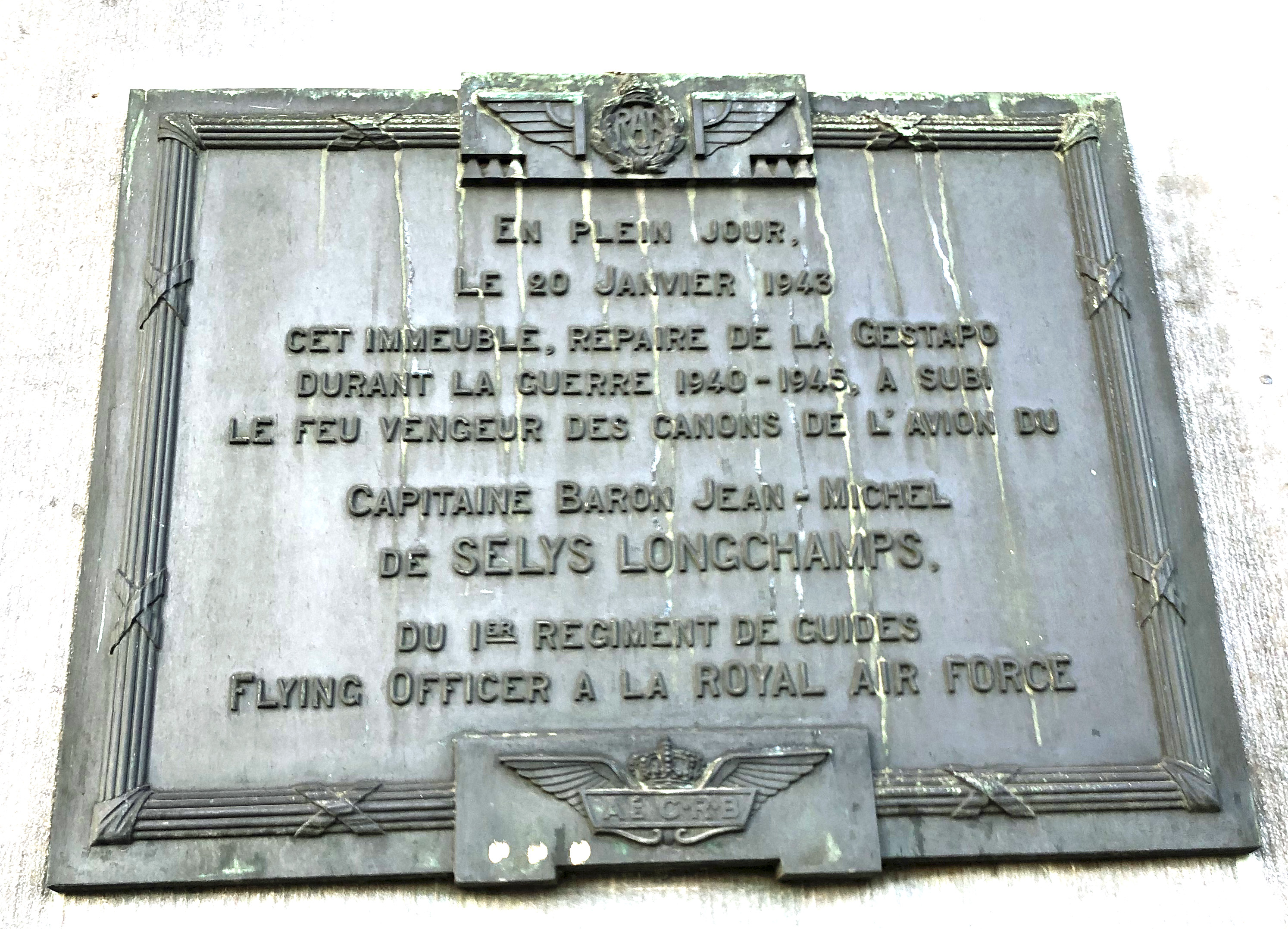
Меморіальна дошка Ж. де Селі-Лонгшана.

Був льотчиком-винищувачем під час Другої світової війни. Здобув популярність своїм нападом на штаб-квартиру гестапо у Брюсселі в окупованій німцями Бельгії у 1943 р. За несанкціонований авіаудар по штаб-квартирі гестапо 20 січня 1943 року, коли він обстріляв усі поверхи і скинув на дах будівлі бельгійський прапор, він був знижений на посаді до пілота-офіцера і одночасно нагороджений льотним хрестом. Після нападу нацисти виявили чотири вбитих і п'ять серйозно поранених. Бюст, присвячений його діям, тепер стоїть біля цієї будівлі.
Загинув 16 серпня 1943 року, коли його літак зазнав аварії при посадці в базі ВПС Манстон після вильоту над Остенде. Його тіло було поховано в Мінстер-ін-Танет. Відзначення його подвигу відбулося 16 серпня 2013 року спільно з Королівським британським легіоном.